# Пінінг

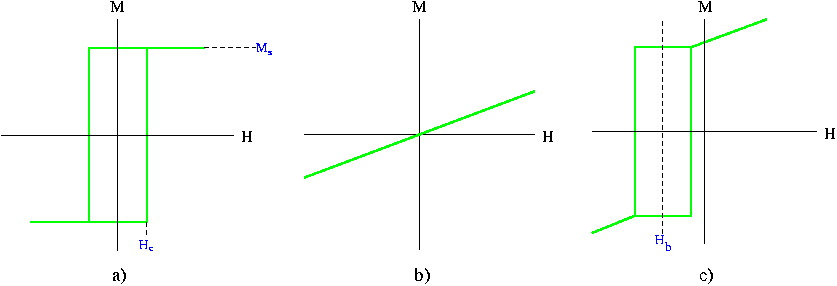

Пінінг (або: обмінне зміщення, обмінна анізотропія, анізотропія обмінної взаємодії, односпрямована анізотропія обміну) — особливість петель гістерезису перемагнічування магнітних матеріалів, що проявляється в несиметричному розташуванні петлі щодо осі ординат. Спостерігається в шаруватих і наноструктурних магнітних матеріалах, що містять магнетно-м'яку феромагнітну і високоанізотропну антиферомагнітну фази.
Природа ефекту
Зміщення петлі гістерезису в шаруватих матеріалах, як правило, пояснюється тим, що магнетно-м'яка компонента зазнає впливу від однієї з магнітних підграток антиферомагнітної компоненти. Такий вплив називається обмінним підмагнечуванням або пінінгом.

## Джерело
- Лашкарьовські читання-2007